# Castle Point
Castle Point è un borough dell'Essex, Inghilterra, Regno Unito, con sede a South Benfleet.
Il distretto fu creato con il Local Government Act 1972, il 1º aprile 1974 dalla fusione dei distretti urbani di Benfleet e Canvey Island.